# Udo Fischer
Udo Fischer, egentligen Eduard Fischer, född 1952 i Wienerherberg i Ebergassing i Niederösterreich är en österrikisk präst tillhörande benediktinorden. Fischer är en både populär och kontroversiell präst; tidningen Profil har kallat honom "de österrikiska kyrkorebellernas nestor" (dem Doyen der kircheninternen Rebellen Österreichs). Han var en av de viktigare rösterna i skandalen kring kardinal Hans Groër, och han är en av grundarna till Kyrkoherdeinitiativet. 

## Biografi
Fischer gick från omkring 10 års ålder på Knabenseminar i Hollabrunn, en skola för pojkar intresserade av att bli präster, där Hans Groër fanns bland lärarna. 1974 gick han in i klostret Stift Göttweig, nära Krems an der Donau, och tog sig namnet Udo. Han prästvigdes 1977 och var sedan kaplan i ett par olika församlingar. Sedan 1981 är han kyrkoherde (pfarrer) i Paudorf, i distriktet Krems.
Fischer blev känd för en större allmänheten när han 1995 i tidningen Profil trädde fram till stöd för de män och pojkar som kardinal Groër utnyttjat sexuellt, genom att berätta att Groër gjort närmanden mot honom när han gick på seminariet samt att han rapporterat detta till sin abbot redan i mitten av 1980-talet.
Mellan 1992 och 2004 låg Fischer i konflikt med sin biskop Kurt Krenn i Sankt Pöltens stift. Han kritiserade biskopen för att slösa med kyrkans medel genom lyxigt leverne och för att använda en auktoritär ledarstil, utan dialog med sina präster. Fischer fick stort stöd i hos lekmännen i sin församling och i stiftet men blev av biskop Krenn suspenderad från prästtjänstgöring. Krenns efterträdare biskop Klaus Küng återinsatte honom i tjänst 2005.
1996 grundade han tillsammans med teologen Franz Schmatz den katolska ungdomstidningen JA – die neue Kirchenzeitung. Han tillhör den grupp präster som i april 2006 offentliggjorde nätverket Kyrkoherdeinitiativet för att verka mot sammanslagning av församlingar.
Fischer avlade doktorsavhandling i teologi i Wien 2008. 2012 tilldelades han en utmärkelse av förbundslandet, Ehrenzeichen für Verdienste um das Bundesland Niederösterreich.